# Caterva (novela)
Caterva es una novela del escritor argentino Juan Filloy, escrita en el año 1937. Reconocida por muchos críticos como su obra maestra, fue admirada por autores como Leopoldo Marechal o Julio Cortázar.
Narra las peripecias de siete «linyeras» (vagabundos) de los años treinta, que discuten sobre la vida y la ética, la política y la rebelión, la estética y el amor, con una profundidad y erudición deslumbrantes. Los siete personajes se desplazan en trenes cargueros avanzando sobre la ciudad de Córdoba (en el centro de Argentina). La novela tiene además un contexto conspirativo que la relaciona con Los siete locos de Roberto Arlt.
En la trama son claramente ubicables la «policía brava» de la dictadura de Agustín P. Justo, el orden conservador imperante en Argentina en esa época, y el accionar del terrorismo de la época.
Se la considera la obra maestra de Filloy, junto con Op Oloop.

## Personajes
Como es habitual en las obras de Filloy, el número siete aparece no sólo en el número de letras del título, sino que  también son siete los personajes principales de la novela: Katanga, Longines, Viejo Amor, Aparicio, Lon Chaney, Dijunto y Fortunato.
Cada uno de ellos es resultado de un pasado, de una aventura personal que les ha llevado a tal situación y que se desvelan a medida que avanza la novela.